# 古木梨子
古木 梨子（ふるき りこ、2001年5月3日 - ）は、日本の女子バスケットボール選手である。ポジションはポイントガード。Wリーグのトヨタ自動車アンテロープス所属。

## 来歴
神奈川県出身。
アレセイア湘南高校から東京医療保健大学に進みインカレ優勝を経験。
2023年12月、トヨタ自動車アンテロープスにアーリーエントリーとして加入。

## 日本代表歴
- 2024 3×3アジア杯